# Championnats d'Asie de cross-country 2009
 (septembre 2017).
Si vous disposez d'ouvrages ou d'articles de référence ou si vous connaissez des sites web de qualité traitant du thème abordé ici, merci de compléter l'article en donnant les références utiles à sa vérifiabilité et en les liant à la section « Notes et références ».
Navigation
Édition précédente Édition suivante
Les 10e championnats d'Asie de cross-country ont eu lieu le 1er mars 2009 à Manama, au Bahreïn, sous la direction de l'Association Asiatique d'athlétisme. Quatre courses furent organisés pour les catégories seniors femmes, seniors hommes, juniors femmes et juniors hommes.

## Faits marquants
Le Bahreïn, à domicile, gagne haut la main ces championnats en trustant les podiums 3 médailles d'or sur quatre en ne perdant que la course seniors homme.
Le Qatar signe un triplé sur la course seniors homme.
Seuls trois nations remportèrent des médailles durant cette édition., à savoir: le Bahreïn, le Qatar et le Japon.

## Résultats

### Hommes
| Épreuve    | Or                                | Argent                        | Bronze                          |
| Individuel | Ahmad Hassan Abdullah 34 min 40 s | Essa Ismail Rahed 34 min 50 s | Felix Kikway Kibore 34 min 50 s |

| Épreuve    | Or                             | Argent                           | Bronze                    |
| Individuel | Alemu Bekele Gebre 23 min 55 s | Edwin Chebii Kimurer 23 min 59 s | Syota Hattori 24 min 05 s |

### Femmes
| Épreuve    | Or                             | Argent                  | Bronze                 |
| Individuel | Maryam Yusuf Jamal 26 min 21 s | Mimi Belete 26 min 31 s | Aya Nagata 26 min 50 s |

| Épreuve    | Or                                     | Argent                             | Bronze                  |
| Individuel | Shitaye Eshete Habtegebrel 19 min 35 s | Tejitu Daba Chalchissa 19 min 37 s | Aki Odagiri 19 min 44 s |

## Tableaux des médailles
| Rang  | Nation  | Or | Argent | Bronze | Total |
| ----- | ------- | -- | ------ | ------ | ----- |
| 1     | Bahreïn | 3  | 3      | 0      | 6     |
| 2     | Qatar   | 1  | 1      | 1      | 3     |
| 3     | Japon   | 0  | 0      | 3      | 3     |
| Total | Total   | 4  | 4      | 4      | 12    |